# Santa María de los Caballeros
Santa María de los Caballeros è un comune spagnolo di 127 abitanti situato nella comunità autonoma di Castiglia e León.